# Eucereon phaeoleuca
Eucereon phaeoleuca là một loài bướm đêm thuộc phân họ Arctiinae, họ Erebidae.